# Donja Krašićevica
Donja Krašićevica je naselje u Hrvatskoj u sastavu Grada Delnica. Nalazi se u Primorsko-goranskoj županiji.

## Zemljopis
Nalazi se unutar nacionalnog parka Risnjaka. Sjeverno je Srednja Krašićevica, jugoistočno su Donji Okrug, Plajzi, Gornji Okrug i Razloški Okrug, jugozapadno su obližnje Srednja Krašićevica i Gornja Krašićevica, sjeveroistočno su Razloge, sjeverno je izvor rijeke Kupe.

## Stanovništvo
| broj stanovnika | 28    | 35    | 25    | 20    | 28    | 42    | 35    | 49    | 11    | 13    | 18    | 16    | 4     |       |       |       |       |
|                 | 1857. | 1869. | 1880. | 1890. | 1900. | 1910. | 1921. | 1931. | 1948. | 1953. | 1961. | 1971. | 1981. | 1991. | 2001. | 2011. | 2021. |